# Hear, hear
"Hear, hear" (soms weleens incorrect als "here, here" gespeld) is een Engelstalige uitdrukking van bevestiging of instemming.
De oorsprong van dit gezegde wordt gevonden in het zeventiende-eeuwse Lagerhuis. Destijds werd het tijdens debatten gebruikt als imperatief ("Hear him! Hear him!") om de aandacht te vestigen op de spreker. Omdat applaudisseren meestal niet toegestaan is in het Lagerhuis en Hogerhuis werd het ook geroepen als blijk van instemming "Hear, hear, all ye good people, hear what this brilliant and eloquent speaker has to say!". De Engelse bibliograaf Thomas Frognall Dibdin legde in zijn boek Bibliomania (1809) uit dat "Hear him" indertijd ook werd gebruikt als een spreker per ongeluk een uitspraak deed die in het voordeel was van de andere partij.